# 피아니스트의 전설
《피아니스트의 전설》(이탈리아어: La leggenda del pianista sull'oceano, 영어: Legend of 1900)은 이탈리아에서 제작된 주세페 토르나토레 감독의 1998년 영어 드라마 영화이다. 팀 로스 등이 출연하였고, 프란체스코 토나토레 등이 제작에 참여하였다.

## 출연진
- 팀 로스
- 프루잇 테일러 빈스
- 멜라니 티에리
- 빌 넌
- 클래런스 윌리엄스 3세
- 피터 본
- 나일 오브라이언
- 가브리엘레 라비아
- 케빈 맥낼리

## 기타 제작진
- 배역: 파브리치오 카스텔라니, 밸러리 매캐프리, 제러미 지머먼
- 미술: 프란체스코 프리제리
- 의상: 마우리치오 밀렌노티

## 우리말 녹음
SBS 성우진 (2005년 1월 21일)
- 장승길 - 나인틴 헌드러드(팀 로스)
- 권혁수 - 맥스(프루잇 테일러 빈스)
- 탁원제
- 이명숙
- 송연희
- 이윤선
- 성창수
- 황윤걸
- 박규웅
- 김순영
- 손선근
- 이철용
- 김선혜